# Jaeun-myeon
Jaeun-myeon (koreanska: 자은면) är en socken i kommunen Sinan-gun i provinsen Södra Jeolla i den sydvästra delen av Sydkorea, 310 km söder om huvudstaden Seoul.  Jaeun-myeon omfattar ön Jaeundo och några kringliggande skär.